# Кунешть
Кунешть, Кунешті (рум. Cunești) — село у повіті Келераш в Румунії. Входить до складу комуни Гредіштя.
Село розташоване на відстані 89 км на схід від Бухареста, 12 км на захід від Келераші, 116 км на захід від Констанци, 149 км на південний захід від Галаца.

## Населення
За даними перепису населення 2002 року у селі проживали 965 осіб, усі — румуни. Усі жителі села рідною мовою назвали румунську.